# Ana Perović
Ana Perović (in serbo Ана Перович?; Niš, 8 luglio 1977) è un'ex cestista serba.
Alta 195 cm per 90 kg, giocava come centro.

## Carriera
Con la Serbia ha disputato due edizioni dei Campionati europei (2007, 2009).